# جواد احناش
جواد احناش (انگلیسی: Jawad Akeel؛ زادهٔ ۴ اوت ۱۹۷۸) یک ورزشکار است.
از باشگاه‌هایی که در آن بازی کرده‌است می‌توان به باشگاه ورزشی الغرافه و باشگاه ورزشی ام صلال اشاره کرد.